# 列維夫希納
50°59′9″N 33°1′23″E / 50.98583°N 33.02306°E
列維夫希納（烏克蘭語：Левівщина），是烏克蘭北部的村莊，隸屬切爾尼希夫州的普里盧基區。該村面積0.38平方公里，海拔高度146米，2001年人口44。